# Liste der Baudenkmäler in Neuschönau
Auf dieser Seite sind die Baudenkmäler in der niederbayerischen Gemeinde Neuschönau zusammengestellt. Diese Tabelle ist eine Teilliste der Liste der Baudenkmäler in Bayern. Grundlage ist die Bayerische Denkmalliste, die auf Basis des Bayerischen Denkmalschutzgesetzes vom 1. Oktober 1973 erstmals erstellt wurde und seither durch das Bayerische Landesamt für Denkmalpflege geführt wird. Die folgenden Angaben ersetzen nicht die rechtsverbindliche Auskunft der Denkmalschutzbehörde.
 Die Liste gibt den Fortschreibungsstand vom 7. September 2018 wieder und umfasst neun Baudenkmäler.

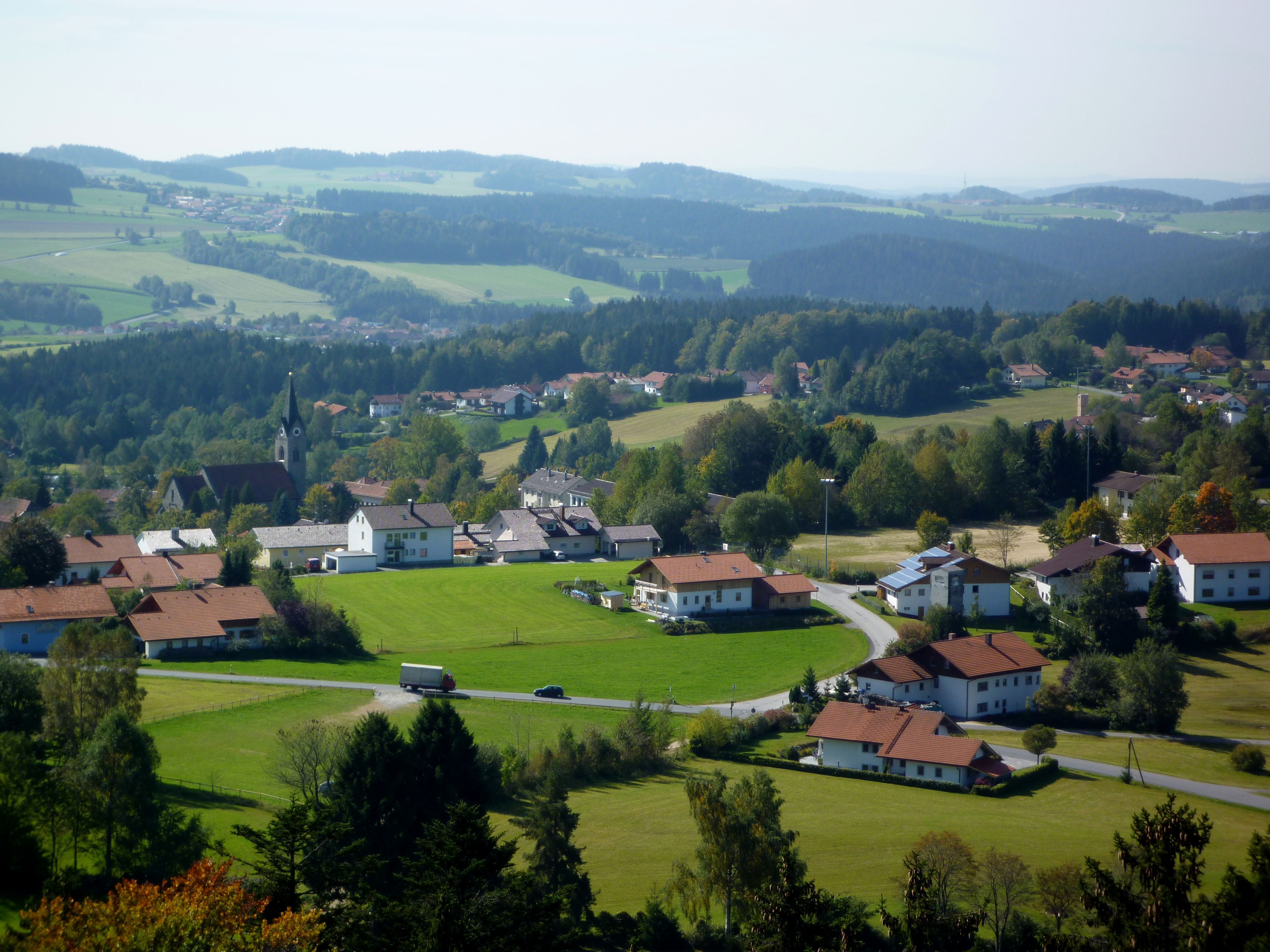
Blick auf Neuschönau

## Baudenkmäler nach Ortsteilen

### Neuschönau
| Lage                       | Objekt                           | Beschreibung | Akten-Nr.    | Bild           |
| -------------------------- | -------------------------------- | --- | ------------ | -------------- |
| Kaiserstraße 15 (Standort) | Katholische Pfarrkirche St. Anna | Saalkirche mit Steildach und eingezogenem Rechteckchor, Westturm mit Spitzhelm, neugotisch, 1895/1903 von Johann Schott; mit Ausstattung; Seelenkapelle, Satteldachbau über rechteckigem Grundriss, Bruchstein, wohl gleichzeitig; Friedhofsmauer, Bruchstein, wohl gleichzeitig. | D-2-72-146-1 | weitere Bilder |

### Grünbach
| Lage                                      | Objekt              | Beschreibung                                                                                  | Akten-Nr.     | Bild |
| ----------------------------------------- | ------------------- | --------------------------------------------------------------------------------------------- | ------------- | ---- |
| Dorfstraße 9 (Standort)                   | Kapellenausstattung | Kruzifix und Heiligenfiguren, Holz, farbig gefasst, 19. Jahrhundert; in moderner Ortskapelle. | D-2-72-146-2  | BW   |
| Grünbacher Straße 16; Mühlfeld (Standort) | Wegkapelle          | Kleiner Walmdachbau, halbrund geschlossen, Bruchstein, 1832.                                  | D-2-72-146-13 | BW   |

### Schönanger
| Lage                              | Objekt          | Beschreibung                                                                                      | Akten-Nr.    | Bild        |
| --------------------------------- | --------------- | ------------------------------------------------------------------------------------------------- | ------------ | ----------- |
| Am Anger 5 (Standort)             | Ortskapelle     | Walmdachbau mit eingezogenem, halbrund geschlossenem Chor, bezeichnet 1847.                       | D-2-72-146-3 | Ortskapelle |
| Glasbergweg 1 (Standort)          | Kleinbauernhaus | Erdgeschossiger traufständiger Flachsatteldachbau, Blockbau, um 1840.                             | D-2-72-146-6 | BW          |
| Hochgericht; Lusenhäng (Standort) | Grenzstein      | Markierungsstein der ehemaligen Grenze zwischen Bayern und dem Hochstift Passau, bezeichnet 1691. | D-2-72-146-7 | BW          |

### Waldhäuser
| Lage                      | Objekt                                      | Beschreibung | Akten-Nr.     | Bild           |
| ------------------------- | ------------------------------------------- | --- | ------------- | -------------- |
| Herbergsweg 2 (Standort)  | Ehemaliges Bauernhaus, jetzt Jugendherberge | Zweigeschossiger Halbwalmdachbau mit Seitenrisaliten, Bruchsteinmauerwerk, bezeichnet 1819.                                                | D-2-72-146-8  | weitere Bilder |
| Lusenstraße 24 (Standort) | Ortskapelle                                 | Saalbau mit Walmdach und Dachreiter, dreiseitig geschlossen, zum Teil sichtbares Bruchsteinmauerwerk, 1928 von K. Kiefer; mit Ausstattung. | D-2-72-146-9  | weitere Bilder |
| Lusenstraße 50 (Standort) | Ehemaliges Kleinbauernhaus                  | Eingeschossiger Halbwalmdachbau mit Stangenschrot, Blockbau, zum Teil Bruchstein, um 1830/40.                                              | D-2-72-146-10 | BW             |

## Ehemalige Baudenkmäler
In diesem Abschnitt sind Objekte aufgeführt, die früher einmal in der Denkmalliste eingetragen waren, jetzt aber nicht mehr. Objekte, die in anderem Zusammenhang also z. B. als Teil eines Baudenkmals weiter eingetragen sind, sollen hier nicht aufgeführt werden. Aktennummern in diesem Abschnitt sind ehemalige, jetzt nicht mehr gültige Aktennummern.

| Lage                                     | Objekt    | Beschreibung    | Akten-Nr.    | Bild |
| ---------------------------------------- | --------- | --------------- | ------------ | ---- |
| Schönanger Am Anger 28 (Standort)        | Türgerüst | bezeichnet 1842 | D-2-72-146-4 | BW   |
| Schönanger Elmberger Straße 5 (Standort) | Türgerüst | bezeichnet 1834 | D-2-72-146-5 | BW   |